# جوفروا دو لاجانري
جوفروا دو لاجانري (بالفرنسية: Geoffroy de Lagasnerie) (ولد في فونتناي أوروز، إقليم أو دو سين في 12 أبريل 1981) فيلسوف وعالم اجتماع فرنسي وهو من النشطاء الفاعلين في اليسار الجذري الفرنسي.
دولاجانري متخصص في النظرية السياسية وتدور كتابته حول مفهوم السلطة وهو قارئ ناقد لأعمال المفكرين الفرنسيين بيير بورديو وميشيل فوكو.
لديه أيضا كتابات حول علم الاجتماع الثقافي ونظرية النقد الفني وهو مهتم بالتقعيد النظري لمفاهيم الإبداع وماهية العمل الفني.
جوفروا دولاجانري أستاذ جامعي، منذ 2013، في المدرسة الوطنية العليا للفنون في باريس، حيث يدرس الفلسفة والعلوم الاجتماعية.

## حياته
درس جوفروا في المدرسة العليا للأساتذة باريس-ساكلي، التي ولج إليها في 2003 وحصل فيها على شهادة التبريز في العلوم الاقتصادية والاجتماعية. حصل على شهادة الدكتوراه في علم الاجتماع من مدرسة الدراسات العليا في العلوم الاجتماعية سنة 2012 وكان المشرف على رسالته عالم الاجتماع الفرنسي جان لوي فابياني.
أشرف جوفروا دولاجانري، في دار النشر فايار، على سلسلة «ما هو قادم A venir»، والتي حاولت إحياء الخط الإصداري الذي كان يميز دور النشر السياسية الفرنسية، سنوات 1960-1970، والذي كان يرفض التمييز بين الكتابات النظرية والأعمال السياسية البحتة.

## مؤلفاته
- إمبراطورية الجامعة L’Empire de l’université - أمستردام 2007.[2]
- حول علم الأعمال الإبداعية Sur la science des oeuvres - دار النشر كارتوش 2011.[2]
- منطق الإبداع Logique de la création - دار النشر فايار 2012.[2]
- آخر درس لميشيل فوكو La Dernière Leçon de Michel Foucault - دار النشر فايار 2012.[2]
- فن الثورة، سنودن، أسانج، مانين L’Art de la révolte. Snowden, Assange, Manning - دار النشر فايار - 2015.[4]
- في الحكم Juger - دار النشر فايار 2016.[4]